# Egron Campbell
Carl Egron Campbell, född 31 juli 1883 i Linköpings församling i Östergötlands län, död 23 mars 1967 i Borgholms församling i Kalmar län, var en svensk konstnär (målare).
Egron Campbell var utbildad på Valands konstskola i Göteborg där han studerat för Carl Wilhelmson, men också i Köpenhamn och Paris samt i Tyskland och Italien. Han målade i olja och tempera, motiven var vanligtvis landskap från Småland och Öland, men han gjorde också stilleben, ibland i pastell. I Ljungarums skola i Jönköping utförde han en väggmålning av större format. Campbell hade en tid målarskola i Lund 1919-1920 och Malmö 1923-1924.
Campell har haft egna utställningar i Lund 1919, Borås 1923 och Malmö 1924. Han har utställt med Sveriges allmänna konstförening 1918 och 1941. Han är representerad i Nationalmuseum.
Han var son till Emil Lundgren, som var postmästare i Gränna, och Amelie Kullman samt bror till etnologen Åke Campbell och farbror till konstnären Classe Campbell. Från 1936 var han gift med Vera Ericson (1899–1959).